# ¿En dónde están los ladrones?
¿En dónde están los ladrones? es una película colombiana de 2017 dirigida y escrita por Fernando Ayllón. Estrenada el 27 de abril de 2017, la película fue protagonizada por Alejandro Gutiérrez, Nelson Polanía, Fabiola Posada, Fabio Restrepo y María Auxilio Vélez.

## Sinopsis
Andrés es un genio de la tecnología y apasionado hombre de familia que se ve obligado a convertirse en un criminal bajo las órdenes de Ralph, su jefe, quien le tiende una trampa obligándolo a realizar una cantidad de transacciones fuera de la ley a cambio de mucho dinero. Ante las atentas miradas de su esposa, su empleada y su hijo, Alejandro deberá mantener ocultas sus extrañas actividades.

## Reparto
- Alejandro Gutiérrez es Andrés.
- Nelson Polanía es Albino.
- Fabiola Posada es Carmentea.
- Fabio Restrepo es Tenorio.
- María Auxilio Vélez es Eloísa.
- Lina Castrillón es Bibiana.
- José Manuel Ospina es Ralph.
- Elianis Garrido es Adelaida.